# Jean-Pierre Machelon
Pour les articles homonymes, voir Machelon.
Jean-Pierre Machelon, né le 31 mars 1945 à Gannat et mort le 2 octobre 2022 au Chesnay, est un juriste français, professeur de droit français, spécialiste de droit public. Docteur et agrégé de droit public. Il a été doyen de la faculté de droit de l'université Paris Descartes (Paris V).

## Biographie
Jean-Pierre Machelon, ancien étudiant de l'Institut d'études politiques de Paris, est assistant à l’ancienne faculté de droit et des sciences économiques de Paris devenue l'université Panthéon-Assas (Paris II) de 1968 à sa soutenance de thèse en 1973 à l'université Panthéon-Assas.
De 1973 à 1979, il est chargé de cours puis maître-assistant à l'université Paris XIII. Agrégé de l'enseignement supérieur en droit public en 1978, il est ensuite professeur à l'université de Clermont-Ferrand entre 1980 et 1987.
Depuis 1987, il exerce à l'université Paris-Descartes, dont il est d'ailleurs devenu doyen de la Faculté de droit. 
Il est aussi directeur d’études en sciences historiques et philologiques à l'École pratique des hautes études, où il occupe la chaire d’histoire des institutions européennes depuis 1992.
Entre 1992 et 1994, il a occupé le poste de conseiller technique pour les affaires constitutionnelles et juridiques au cabinet du président du Sénat René Monory. De 1994 à 1997, il a été directeur scientifique adjoint au département des sciences de l’homme et de la société du CNRS. 
Entre 2003 et 2005, il était directeur scientifique pour les sciences de la société au ministère de l'Enseignement supérieur et de la Recherche.
Expert auprès du Conseil de l'Europe, Jean-Pierre Machelon est président du conseil scientifique du Centre d’études en sciences sociales de la défense.
Entre 2005 et 2006, il a présidé la commission de réflexion juridique sur les relations des cultes avec les pouvoirs publics (dite « commission Machelon »), qui a remis son rapport au Ministre d'État, ministre de l'Intérieur et de l'Aménagement du territoire, Nicolas Sarkozy, le 20 septembre 2006.
Il est membre Conseil supérieur de la magistrature (CSM), en tant que personnalité extérieure, désignée par le président de la République Nicolas Sarkozy, pour la période 2011-2015.

## Publications
- Jean-Pierre Machelon, La République contre les libertés, Paris, Presses de la Fondation nationale des sciences politiques, coll. « Cahiers de la fondation nationale des sciences politiques », 1976, 461 p. (ISBN 978-2-7246-0361-3)
- Gérard Conac et Jean-Pierre Machelon, La Constitution de L’an III — Boissy d’Anglas et la naissance du liberalisme constitutionnel, Paris, Presses universitaires de France, coll. « Politique d’aujourd’Hui », 1999, 304 p. (ISBN 978-2-13-050332-3, présentation en ligne)
- Louis Fougère, Jean-Pierre Machelon et François Monnier, Les Communes et le pouvoir — Histoire politique des communes françaises de 1789 à nos jours, Paris, Presses universitaires de France, 2002, 662 p. (ISBN 978-2-13-052601-8)Prix Gabriel Monod de l’Académie des sciences morales et politiques.
- Collectif, sous la direction de op et Jean-Pierre Machelon, 1901, les congrégations hors la loi ?, Paris, Letouzey et Ané, 2002, 304 p.
- Commission Machelon, Les Relations des cultes avec les pouvoirs publics, Paris, La Documentation française, coll. « Rapports officiels », 2006 (réimpr. 2008) (ISBN 978-2-11-006302-1, présentation en ligne)À l’occasion de la célébration du centenaire de la loi du 9 décembre 1905, le ministre d’État, ministre de l’Intérieur et de l’Aménagement du territoire a chargé la Commission de réflexion sur les relations des cultes avec les pouvoirs publics de mener un examen complet du cadre juridique régissant l’exercice de la liberté de culte.

### Articles et documents
- Hana Al-Husaini, « Sauvegarde ou mise en péril de la laïcité ? », sur lexpress.fr, 25 octobre 2007